# Trichaetipyga
Trichaetipyga (лат.) — род равнокрылых насекомых из семейства горбаток (Membracidae). Неотропика.

## Распространение
Встречаются в Южной и Северной Америке: США, Мексика, Венесуэла, Колумбия и Карибские острова.

## Описание
Длина тела менее 1 см. Пронотум вздутый, с надплечевыми рогами разного размера. Задний край пигофера самца с одним отростком на с каждой стороны, выступ длиннее, чем длина субгенитальной пластинки; стилеты вестигиальные; базальная часть эдеагуса раздвоена, образована одним большим центральным рычагом и одним базальным, крючковидным, апикально раздвоенным эдеагусным апофизом. Естественная история этого рода неизвестна.

## Классификация
3 вида.
- Trichaetipyga delongi Plummer, 1943[5]
- Trichaetipyga infantilis (Ball, 1937)[6]
- Trichaetipyga juniperina (Ball, 1937)